# Мелісса Етерідж
Мелісса Лу Етерідж (нар. 29 травня 1961) — американська співачка, авторка пісень, музикантка та гітаристка. Її однойменний дебютний альбом вийшов 1988 року та посів 22 місце в чарті Billboard 200, а його головний сингл «Bring Me Some Water» приніс Етерідж її першу номінацію на премію «Ґреммі» за найкраще вокальне рок-виконання серед жінок 1989 року. Того ж року вийшов її другий альбом Brave and Crazy, який приніс Етерідж ще дві номінації на Ґреммі. 1992 року Етерідж випустила свій третій альбом «Never Enough», а завдяки головному синглу «Ain't It Heavy» Етерідж здобула першу премію «Ґреммі».
1993 року вона випустила альбом Yes I Am, який став її головним проривом. Його композиції «I'm the Only One», «If I Wanted To» та «Come to My Window» потрапили до 40 найкращих у Сполучених Штатах, а остання принесла Етерідж другу премію «Ґреммі». Yes I Am провів 138 тижнів у Billboard 200, досягнувши 15 позиції та отримав сертифікат RIAA 6× Platinum, її найпродаваніший альбом на сьогодні. Її п'ятий альбом «Your Little Secret» вийшов 1995 року та посів 6 місце в Billboard 200. Її треки «Nowhere to Go» та «I Want to Come Over» потрапили до найкращих 40 у Сполучених Штатах.
Етерідж досягла подальшого успіху зі своїми альбомами Breakdown (1999), Skin (2001) і Lucky (2004). У жовтні 2004 року їй діагностували рак молочної залози, вона перенесла операцію та хіміотерапію. На церемонії вручення премії «Греммі» 2005 року вона повернулася на сцену, виконавши триб'ют Дженіс Джоплін разом із Джосс Стоун . Стоун розпочала виступ із «Cry Baby», а Етерідж, лиса після хіміотерапії, приєдналася до неї, щоб виконати пісню «Piece of My Heart». Пізніше того ж року Етерідж випустила свій перший збірний альбом Greatest Hits: The Road Less Traveled . Маючи великий комерційний успіх, він посів 14 місце в Billboard 200 і майже відразу став золотим . На сьогодні Етерідж випустив 16 студійних альбомів, останній — One Way Out (2021).
Етерідж відома своєю музикою, в якій поєднується «сповідальна лірика, поп-фолк-рок і хрипкий димний вокал». Вона була гей- та лесбійською активісткою після свого публічного камінг-ауту в січні 1993 року Серед її різноманітних нагород Етерідж отримала дві премії «Ґреммі» (із 15 номінацій) і премію «Оскар» за найкращу оригінальну пісню за «I Need to Wake Up» із фільму «Незручна правда» (2006). 2006 року вона здобула ступінь почесного доктора музики Музичного коледжу Берклі. Наступного року вона здобула нагороду засновників ASCAP. У вересні 2011 року вона отримала зірку на Голлівудській алеї слави.

## Раннє життя та кар'єра
Етерідж народилася в Лівенворті, штат Канзас, і була молодшою з двох дочок Елізабет (Вільямсон), комп'ютерної консультантки, та Джона Етеріджа, викладача американської конституції в її альма-матер Лівенвортській середній школі. Джон Етерідж помер у серпні 1991 року.

### 1993—1995:Yes I Am
У січні 1993 року Етерідж зробила камінг-аут. 21 вересня 1993 року вона випустила Yes I Am, який став її проривним альбомом. Створений спільно з Г'ю Падгамом, Yes I Am провів 138 тижнів у чартах Billboard 200 і досяг 15-го місця. Він отримав два мейнстрімових хіти: «Come to my Window» і її єдиний сингл Billboard Top 10 «I'm the Only One», який також посів № 1 у чарті Adult Contemporary Billboard. Yes I Am отримав 6-кратний платиновий сертифікат RIAA .
Етерідж здобула другу премію «Ґреммі» за найкраще рок-вокальне жіноче виконання за сингл «Come to My Window», оснований на тривожній сцені у фільмі Паваротті «Так, Джорджіо». Вона також отримала дві додаткові номінації в категорії «Найкраща рок-пісня» за «I'm the Only One» і «Come to My Window», поступившись «Streets of Philadelphia» Брюса Спрінгстіна.
1993 року Етерідж бойкотувала вистави в Колорадо через прийняття поправки 2.
Також 1994 року вона була нагороджена VH-1 за роботу з організацією боротьби зі СНІДом LA Shanti. Під час телевізійної події вона висвітлила свою появу, виконавши пісню «I'm the Only One» і дуетом із Семмі Хагар, виконавши кавер на пісню The Rolling Stones «Honky Tonk Woman».
П'ятий сингл альбому, «If I Wanted To», дебютував у лютому 1995 року в Billboard Hot 100 під № 25, що є найвищим дебютом для синглу 1995 року

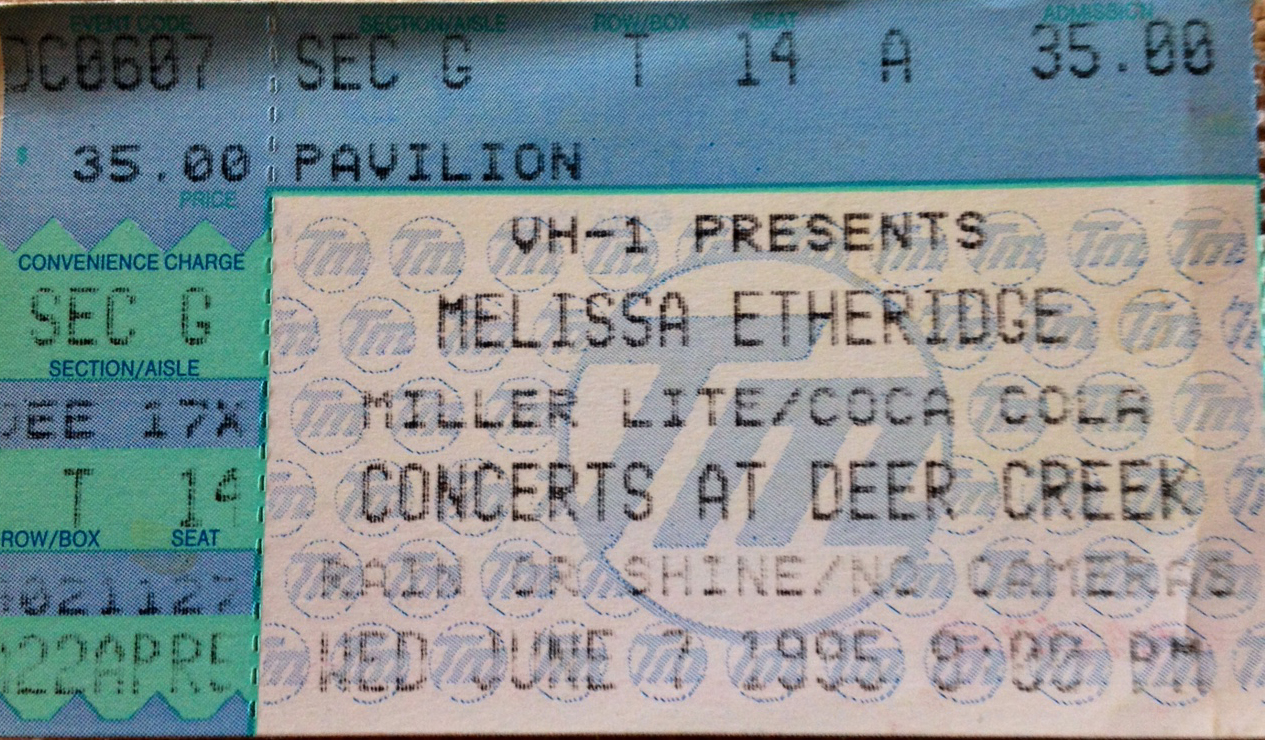
Квиток на концерт Меліси Етерідж, 1995 рік

Успіх Yes I Am допоміг збільшити продажі попередніх альбомів Етерідж. 1995 року перший альбом отримав 2× платиновий сертифікат RIAA, тоді як Never Enough отримав платиновий сертифікат RIAA.
Продовженням став успішний Your Little Secret (1995). Альбом не був так добре прийнятий критиками, як попередні записи Етерідж. Альбом Your Little Secret, який містить головний сингл із такою ж назвою, є альбомом із найвищим рейтингом у кар'єрі Етерідж, досягнувши № 6 у чартах альбомів Billboard; однак альбом провів у чарті лише 41 тиждень. Альбом створив два сингли, що увійшли до чарту 40 найкращих синглів «I Want to Come Over» (Billboard #22, RPM #1) і «Nowhere to Go» (Billboard #40) і отримав 2× платиновий сертифікат RIAA.

### 1996—2003: Після її прориву
У 1996 році Етерідж здобула нагороду ASCAP «Авторка пісень року». Вона також зробила тривалу перерву в музичному бізнесі, щоб зосередитися на своїй сім'ї, коли народилися її перші двоє дітей Бейлі (1997) і Бекет (1998). Вона також записала «Sin Tener A Donde Ir (Nowhere to Go)» для благодійного альбому проти СНІДу Silencio=Muerte: Red Hot + Latin, створеного Red Hot Organization.
Етерідж повернулася в музичні чарти з випуском Breakdown у жовтні 1999 року. Breakdown досяг 12 місця в чартах Billboard і провів у чартах 18 тижнів. Попри це, Breakdown був єдиним альбомом у кар'єрі Етерідж, який був номінований на премію Ґреммі як найкращий рок-альбом (поступившись Supernatural Satana). Крім того, її сингл «Angels Would Fall» був номінований у двох категоріях: «Найкраще рок-вокальне ;жіноче виконання» (програш Шерил Кроу) і «Найкраща рок-пісня» (програш Red Hot Chili Peppers) 2000 року. Через рік ще один сингл з альбому — «Enough of Me» — був номінований на найкраще рок-вокальне жіноче виконання (також програвши Шерил Кроу). Альбом отримав золотий сертифікат RIAA .
2001 року вийшов Skin, альбом, який вона описала як «найближче, ніж я коли-небудь наближалася до запису концептуального альбому. Він має початок, середину і кінець. Це подорож». Skin отримав загалом позитивні відгуки, а Metacritic оцінив альбом у 73/100 із 9 оглядів. Записаний після її розриву з партнеркою Джулі Сайфер, Skin був описаний як «страшний, явно автобіографічний аналіз стосунків, що занепадають». Попри позитивні відгуки, Skin було продано менш як 500 000 копій. У чартах Billboard він досяг 9-го місця, але випав із найкращих 200 лише через 12 тижнів. Сингл «I Want to Be in Love» був номінований у номінації «Найкраще жіноче рок-вокальне виконання» (поступившись Люсінді Вільямс). У кліпі на пісню знялася Дженніфер Еністон.
2002 року Етерідж випустила автобіографію під назвою The Truth Is: My Life in Love and Music .

### 2004—2008:Lucky, діагностика раку, премія «Оскар» і«The Awakening»

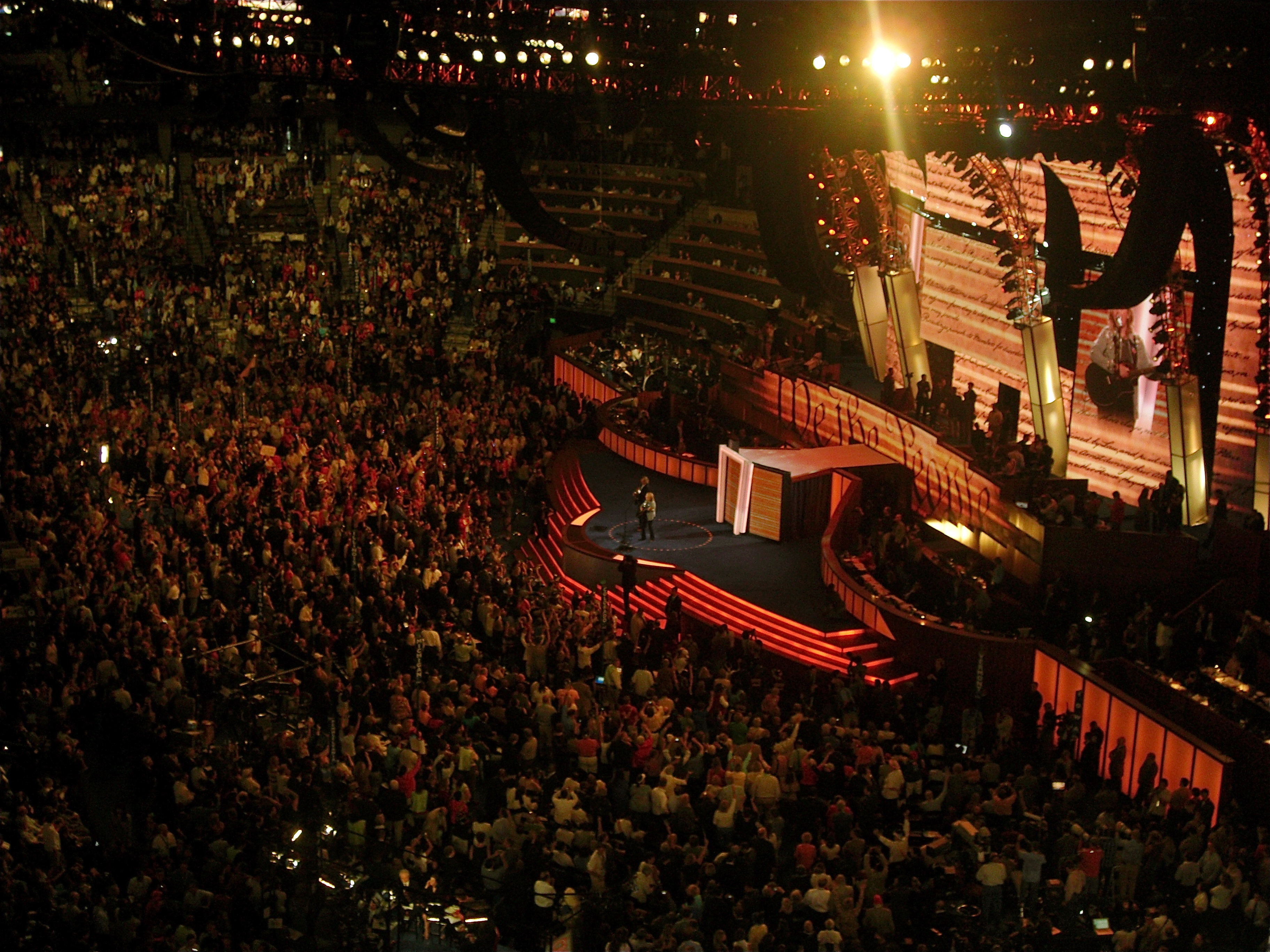
Етерідж виступає під час третього вечора національного з'їзду Демократичної партії 2008 року в Денвері, Колорадо

2004 рік Етерідж розпочала з випуску свого восьмого альбому Lucky 10 лютого. У Етерідж були нові стосунки з актрисою Теммі Лінн Майклз, з якою вона почала зустрічатися 2001 року. Lucky показав, так само як і Skin, продавши менше ніж 500 000 примірників, досягнувши 15 місця в чартах Billboard і провівши в чартах 13 тижнів. Він також отримав номінацію на «Греммі» за кавер Етерідж на пісню Greenwheel «Breathe» за премію «Греммі» за найкраще рок-вокальне виконання, соло (поступившись Брюсу Спрінгстіну).

У жовтні 2004 року Етерідж діагностували рак грудей. На церемонії вручення премії «Ґреммі» 2005 року (та сама церемонія, на яку була номінована «Breathe») вона повернулася на сцену і, попри те, що була лиса після хімієтерапії, виконала триб'ют Дженіс Джоплін із піснею «Piece of My Heart».

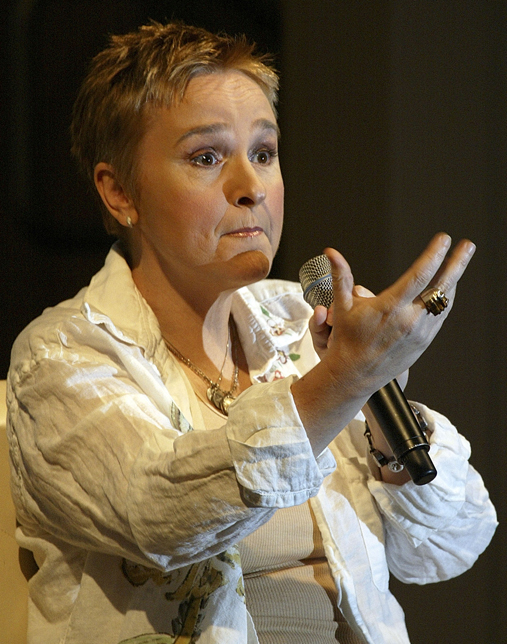
Етерідж виступає в 2005 році

10 вересня 2005 року Етерідж взяла участь у ReAct Now: Music &amp; Relief, телемарафоні на підтримку жертв урагану Катріна. ReAct Now, яка є частиною поточних зусиль MTV, VH1, CMT, прагне зібрати кошти для Американського Червоного Хреста, Армії порятунку та America's Second Harvest . Етерідж представила нову пісню, написану спеціально для цієї нагоди, під назвою «Four Days». Пісня а капела включала теми та образи, які були в новинах після урагану. Інші благодійні організації, які вона підтримує, включають The Dream Foundation і Love Our Children USA.
У листопаді 2005 року Етерідж з'явилася на The Tonight Show з Джеєм Лено, щоб виконати свою пісню «I Run for Life».
Етерідж написала «I Need to Wake Up» для документального фільму «Незручна правда», який отримав «Оскар» за найкращу оригінальну пісню 2006 року. Пісня вийшла лише в розширеній версії її альбому найбільших хітів The Road Less Traveled.

7 липня 2007 року Етерідж виступила на стадіоні Джайентс під час американської частини Live Earth . Етерідж виконала пісні «Imagine That» і «What Happens Tomorrow» з The Awakening, її десятого альбому, що вийшов 25 вересня 2007 року, а також пісню « I Need To Wake Up „ перед тим, як представити Ела Гора. 11 грудня 2007 року вона виступила на концерті вручення Нобелівської премії миру в Осло, Норвегія, разом з різними виконавцями, концерт, який транслювався в прямому ефірі в понад 100 країнах. Крім того, вона виступала на національному з'їзді Демократичної партії США 2008 27 серпня 2008 року

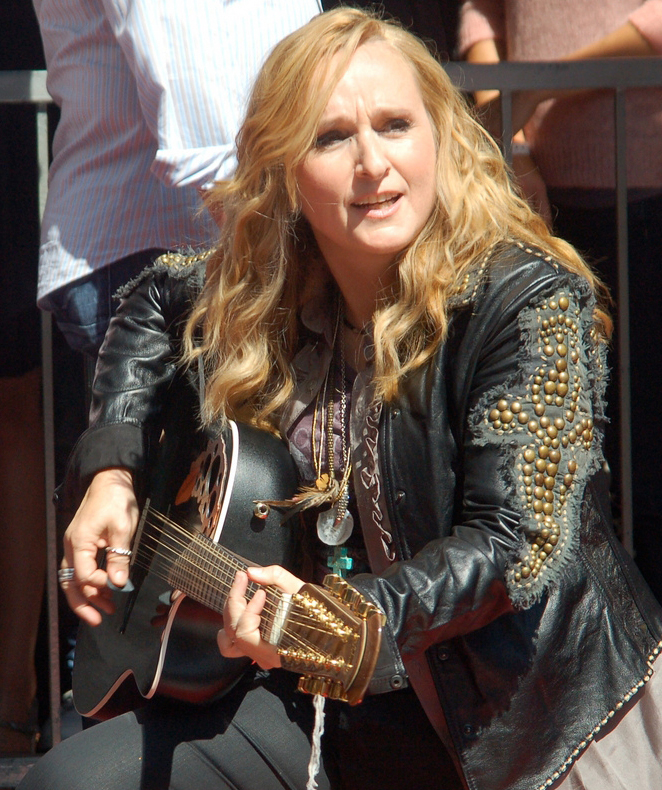
Етерідж виступає на церемонії у вересні 2011 року, де вона отримала зірку на Голлівудській алеї слави

### 2009—2015:Fearless Love,4th Street FeelingіThis Is M.E.
Етерідж була представлена в документальній драмі UniGlobe Entertainment про рак молочної залози під назвою «1 за хвилину», що вийшла 2010 року
Етерідж виконувала роль святого Джиммі в хітові бродвейського мюзиклу Green Day «Американський ідіот» з 1 по 6 лютого 2011 року
Етерідж виконала свою нову пісню «Uprising of Love» під час святкування Нового року 2013—2014 на Таймс-сквер у Нью-Йорку разом із виконанням «Imagine» Джона Леннона перед падінням м'яча. Сингл вийшов на iTunes 28 січня 2014 року.
2014 року вона була однією з виконавиць на церемонії відкриття WorldPride в Торонто, Онтаріо, Канада, разом з Томом Робінсоном, Деборою Кокс і Стівом Грандом.
1 липня 2014 року вона випустила «Take My Number», перший сингл з її 13-го студійного альбому This Is ME. Обкладинка альбому являє собою мозаїку, яка включає фотографії, надіслані фанатами. Мелісса пояснює обкладинку альбому на своєму офіційному веб-сайті: «Оскільки мої шанувальники є такою величезною частиною МЕНЕ, і я б не була СОБОЮ без ВАС, я зробила фотографії, надіслані моїми шанувальниками, і перетворила їх на обкладинку свого альбому». Альбом вийшов 30 вересня 2014 року
9 червня 2015 року вона випустила концертний альбом під назвою: A Little Bit of Me: Live in LA. Він був записаний на заключному шоу американської частини її туру This Is ME Tour 12 грудня 2014 року в Orpheum Theatre у центрі Лос-Анджелеса.

### 2016–тепер:MEmphis Rock and Soul,The Medicine ShowіOne Way Out
6 жовтня 2016 року Етерідж випустила свій 14-й студійний альбом MEmphis Rock and Soul, альбом кавер-версій, який складається з блюзових композицій, спочатку записаних такими легендами блюзу, як Отіс Реддінг, Вільям Белл і Staples Singers .
12 квітня 2019 року Етерідж випустила свій 15-й студійний альбом The Medicine Show. Перший сингл з альбому отримав назву «Faded by Design».
17 вересня 2021 року Етерідж випустила новий альбом One Way Out на BMG. Альбом складається з пісень, написаних наприкінці 80-х і на початку 90-х, але нещодавно записаних з її оригінальним гуртом, хоча останні дві пісні були записані наживо в Roxy у Лос-Анджелесі 2002 року

## Особисте життя
Етерідж публічно заявила що є лесбійкою в січні 1993 року на Трикутному балу, святкуванні для гомосексуальних людей першої інавгурації президента Білла Клінтона. Етерідж підтримала президентську кампанію Клінтона 1992 року, а з моменту камінг-ауту була борчинею за права гомосексуальних людей. Вона також є захисницею проблем навколишнього середовища, і 2006 року вона вирушила в тур США та Канаду, використовуючи біодизель.

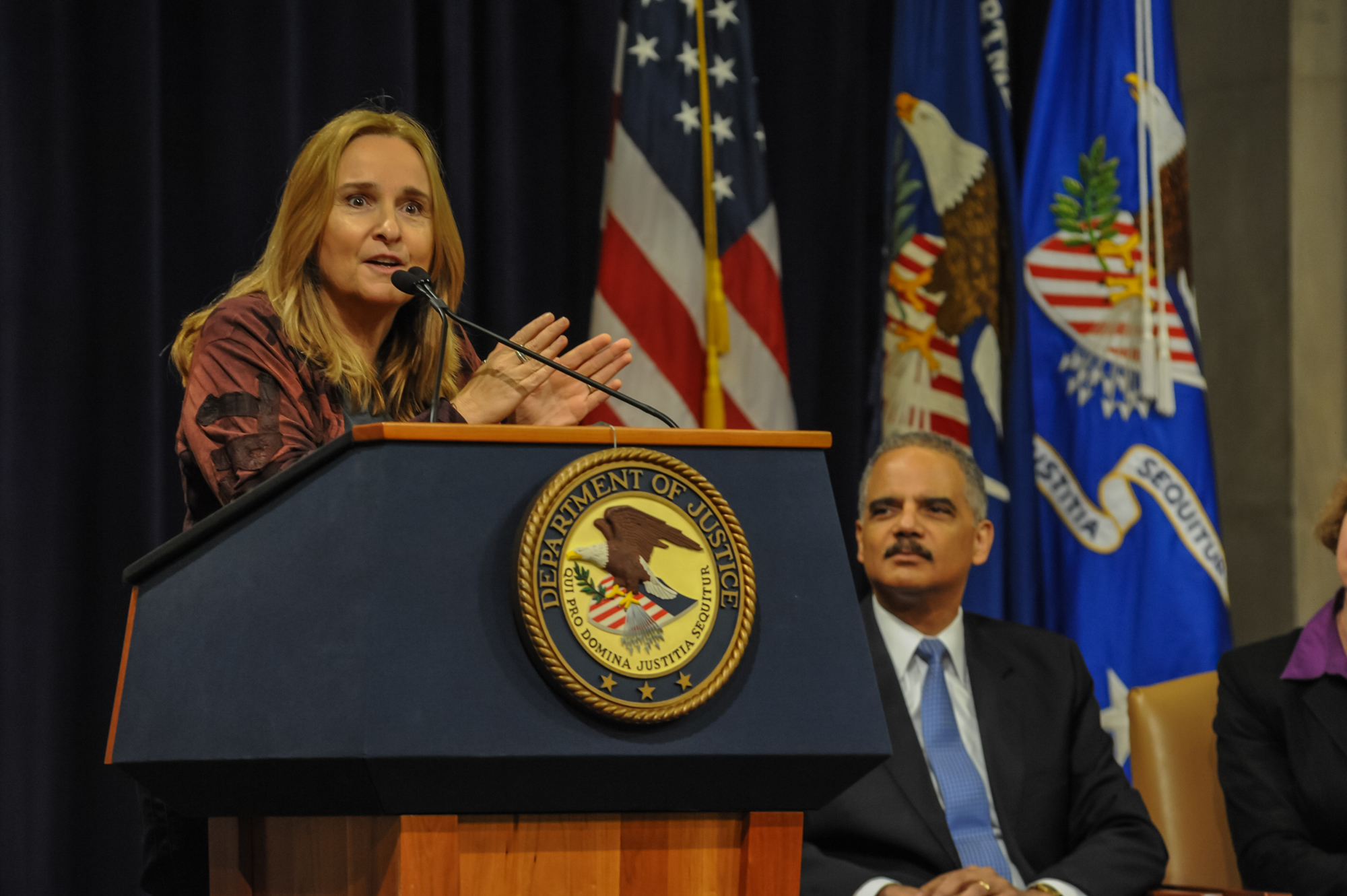
Мелісса Етерідж поділилася своїм особистим досвідом захисту прав гомосексуальних людей на заході Міністерства юстиції США

Етерідж мала тривале партнерство з Джулі Сайфер, і їхні стосунки отримали висвітлення в The Advocate, коли в липні 1994 року було опубліковано інтерв'ю з редакторкою Джуді Відер, зроблене в Амстердамі, «The Great Dyke Hope». У ньому Етерідж відповіла на запитання Відер про те, чому пара хоче мати дітей: «Я думаю, що один із багатьох страхів людей щодо гомосексуальності пов'язаний із дітьми. Я вважаю, що чим більше гомосексуальних батьків виховують хороших, сильних, співчутливих людей, тим кращим буде світ». Під час цього партнерства Сайфер народила двох дітей, Бейлі Джин і Беккета. Сайфер завагітніла завдяки штучному заплідненню з використанням сперми, пожертвуваної музикантом Девідом Кросбі. 19 вересня 2000 року Етерідж і Сайфер оголосили про розлучення.
2002 року Етерідж почала зустрічатися з актрисою Теммі Лінн Майклз. 20 вересня 2003 року відбулася церемонія символічного . 17 жовтня 2006 року Майклз народила різнояйцевих близнюків Джонні Роуз і Міллера Стівена, які були зачаті від анонімного донора сперми.
У жовтні 2004 року Етерідж діагностували рак грудей. Вона перенесла операцію та хімієтерапію. У жовтні 2005 року, на честь Місяця боротьби з раком молочної залози, Етерідж з'явилася на Dateline NBC з Майклз, щоб обговорити свою боротьбу з раком. На момент інтерв'ю волосся Етерідж відросло після того, як вони були втрачені під час хімієтерапії. Вона сказала, що її партнерка дуже підтримувала її під час хвороби. Етерідж також обговорювала використання лікарської марихуани під час хімієтерапії.
У жовтні 2008 року, через п'ять місяців після того, як Верховний суд Каліфорнії скасував державну заборону на одностатеві шлюби, Етерідж оголосила, що вони з Майклз планують одружитися, але зараз «намагаються знайти слушний час… щоб піти та зробити це». У листопаді 2008 року, у відповідь на прийняття в Каліфорнії Пропозиції 8 про заборону одностатевих шлюбів, Етерідж оголосила, що не буде платити державні податки в знак громадянської непокори. 15 квітня 2010 року Етерідж та Майклз оголосили про розлучення. У травні 2012 року було оголошено, що їхня дворічне непорозуміння щодо аліментів було вирішене.
Етерідж підтримала рішення Барака Обами про те, щоб пастор Рік Воррен виступив на його президентській інавгурації 2009 року, вважаючи, що він може спонсорувати діалог, щоб подолати прірву між гомосексуальними та гетеросексуальними християнами. У своїй колонці в The Huffington Post вона заявила, що «звичайно, є багато ненависних людей, які завжди будуть триматися за свій фанатизм, як дитина за ковдру. Але є також хороші люди, християни та інші, які починають прислухатися» .
2013 року Етерідж назвала вибір Анджеліни Джолі зробити подвійну мастектомію, щоб уникнути можливості раку молочної залози, «страшним» вибором. Етерідж сказала в інтерв'ю Washington Blade, що «я вважаю, що рак походить зсередини людини, і багато в чому це пов'язано з навколишнім середовищем вашого тіла… Це стрес, який увімкне цей ген чи ні… Я справді закликаю людей йти набагато довше й далі, перш ніж дійти такого висновку». Андреа Гедулд, директор Ресурсного центру здоров'я грудей у лікарні гори Синай, розкритикувала зауваження Етерідж. Експерти також попередили, що заяви Етеріджа не відповідають дійсності.
В інтерв'ю CNN у 2013 році після рішень Верховного суду США у справі United States v. Windsor and Hollingsworth v. Перрі Етерідж заявила, що планує взяти шлюб зі своєю партнеркою Ліндою Воллем. Пара одружилася 31 травня 2014 року на ранчо Сан-Ісідро в Монтесіто, штат Каліфорнія, через два дні після того, як їм обом виповнилося 53 роки.
Етерідж була показана в епізоді 2015 року Who Do You Think You Are?
Починаючи з 2014 року, Етерідж співпрацює з каліфорнійським диспансером медичної марихуани, щоб виробляти вино з канабісом.
У статті 2016 року в The New York Times говориться, що Етерідж носив слуховий апарат .
2019 року її дочка Бейлі Сайфер закінчила Колумбійський університет.
13 травня 2020 року Етерідж оголосила у своєму Twitter, що Беккет, її син із Сайфер, помер від причин, пов'язаних із залежністю від опіоїдів, у віці 21 року

## Нагороди

### Нагороди Pollstar Concert Industry Awards
| Рік  | Номіновано | Нагорода                    | Результат |
| ---- | ---------- | --------------------------- | --------- |
| 1990 | Tour       | Best Debut Tour             | Номінація |
| 1990 | Tour       | Club Tour of the Year       | Номінація |
| 1990 | Tour       | Small Hall Tour of the Year | Номінація |
| 1995 | Tour       | Small Hall Tour of the Year | Перемога  |

### Інші нагороди
У 1988 році Мелісса отримала «Diamond Spotlight Award» на Diamond Awards Show, Бельгія.

## Дискографія
- Melissa Etheridge (1988)
- Brave and Crazy (1989)
- Never Enough (1992)
- Yes I Am (1993)
- Your Little Secret (1995)
- Breakdown (1999)
- Skin (2001)
- Lucky (2004)
- The Awakening (2007)
- A New Thought For Christmas (2008)
- Fearless Love (2010)
- 4th Street Feeling (2012)
- This Is M.E. (2014)
- MEmphis Rock and Soul (2016)
- The Medicine Show (2019)
- One Way Out (2021)

## Подальше читання
- Etheridge, Melissa; Morton, Laura (2002). The Truth Is ...: My Life in Love and Music (вид. 2nd). New York: Random House. ISBN 978-0-307-76564-2.
- Perone, James E. (2014). The Words and Music of Melissa Etheridge. Santa Barbara, Calif.: ABC-CLIO. ISBN 978-1-4408-3007-5.